# Esc 키
컴퓨터 자판에서 Esc 키(Esc key, Escape key, 이스케이프 키, 탈출 글쇠)는 '탈출하다', '밖으로 나가다'라는 뜻의 영어 낱말 이스케이프(escape)의 앞 3글자를 따서 이름 붙여진 글쇠이다. 일반적으로 좌측 상단에 다른 키와 붙어있지 않은, 독립된 키가 바로 Esc 키이다.

## 용도
사용 중인 컴퓨터의 작동 상태를 바꿀 때 많이 사용된다.
- 화면 전체 보기 상태에서 빠져나올 때 사용한다.
- 프로그램의 진행을 잠시 멈추게 하는 데 사용한다.

에스케이프 키와 다른 키를 함께 눌러 사용하는 경우가 많은데, Alt 키 등 다른 키와 함께 쓸 때에는 다른 키를 먼저 누른 다음 이 키를 눌러야 한다. 컴퓨터에 따라 스톱 키가 같은 기능을 하는 경우도 있다.

## 흔히 사용하는 곳
이 키가 흔히 사용되는 곳은 워드프로세서나 인터넷 등에서 보이는 기본적인 탭들을 누른 뒤에 이 키를 누르면 탭이 숨겨지고, 어떤 창이 떴을 경우 이 키를 누르면 사라지는 경우가 있다.

## 같이 보기
- Alt 키
- Caps lock 키
- Shift 키
- Control-Alt-Delete